# 張凱嵩
张凯嵩（1820年—1886年），字雲卿、一字粤卿、一字月卿、一字钺卿，室名赐闲楼、金碧小琼庐、复园，湖北江夏人。清朝政治人物。

## 生平
张凯嵩为道光二十五年（1845年）进士，分配至广西以知县即用，历宣化、怀集、临桂知县。李星沅、劳崇光均推荐其才能，于咸丰五年（1855年）升任庆远知府。任内剿平土匪王得胜等，升左江道，改代理右江道。不久庆远失守，革职留任。
咸丰八年（1858年），连同按察使蒋益澧重新攻克庆远，官复原职，代理按察使，不久正式任职，又迁布政使。同治元年（1862年），巡抚刘长佑赴浔州筹划剿抚，张凯嵩率兵配合，克复阳朔，因功接替刘长佑任巡抚。同治二年（1863年），征召布政使刘坤一围剿大成国余党黄鼎凤等部。同治三年（1864年），攻克天平寨，生擒黄鼎凤。贵县平定，朝廷赏头品顶戴。疏陈左右江积匪未清，议三路进兵，以刘坤一统七营留防浔州，易元泰统十一营由宾州、迁江达思恩，李士恩统水陆八营由横州达南宁，节节进剿。八月, 失泗城與窜匪廖万福之泗城知府吴其逵被撤职，张凯嵩征召邓云襄为泗城知府，进攻廖军。廖部将军李老使、游标韦晚等被擒。廖军退于富州的那良。张凯嵩会同滇、黔两省清军围剿。同治四年（1865年），四月廖军令公杨通潮被俘。过3日，廖万福被俘斩首。刘坤一攻克大庙、江口、平菼，斩贼首梁安邦，南宁河道始通。易元泰剿上林，平之。刘坤一擢江西巡抚去，以同知刘培一代领其军，将亲赴南宁督战，会伪康王汪海洋窜粤，将入广西，诏凯嵩驻防浔州。同治五年（1866年），凯嵩至南宁，进攻山泽，督诸军穴地轰城，夺山入，擒伪平章苏仲熙等。孙仁广单骑走旺陇，追斩之。山泽为贼所踞十馀年，至此悉平。
同治六年（1867年），升任云贵总督。当时云南形势混乱，张凯嵩在赴任途中，行至巴东，即三次上疏称病，结果因规避被褫职。
光绪六年（1880年），以五品京堂重新起用，授通政使参议，迁内阁侍读学士，代理顺天府尹，授贵州巡抚。光绪十年（1884年），调任云南，请求在省城设立开采五金总局，发展矿业，与内阁学士周德润勘测中越边界。光绪十二年（1886年），卒於任上。《清史稿》有传。

## 著作
著《奏疏》28卷，《退庐诗存》及《退庐文牍》10卷、《抚滇奏疏（四卷）》等。

## 家族
- 子仲炘 字慕京、次珊，号瞻园，为光绪三年（1877年）王仁堪榜进士，由翰林御史官至通政司参议，光绪九年会试同考官，敢言有声；
- 子叔煐，为光绪六年（1880年）黄思永榜进士，工部主事，改江苏候补道。
- 子季煌，江西候补道。
- 女孙玉彬，江西候补道张季煌次女，1905年12月24日生。1977年12月卒于沈阳。嫁合肥李国桂，生子四人：家镗、家淞、家滢、家溶。
- 女孫清如，1906年留學日本成女學校的速成師范班（湖北羅田匡一所辦），發表《論女學》[1]。回滇後曾任雲南省會女子師范學堂監督。

## 延伸阅读
[在维基数据编辑]
 《清史稿·卷424》，出自趙爾巽《清史稿》